# Phyllophaga nitidicauda
Phyllophaga nitidicauda är en skalbaggsart som beskrevs av Gilbert John Arrow 1913. Phyllophaga nitidicauda ingår i släktet Phyllophaga och familjen Melolonthidae. Inga underarter finns listade i Catalogue of Life.